# シラキ
シラキ（白木、学名：Neoshirakia japonica）は、トウダイグサ科シラキ属に分類される落葉小高木の1種。山地の谷沿いなどに生える。和名は材が白いことに由来する。別名がシロキ、アツバシラキ、オオバシラキ。
1954年に Shirakia属に入れられたが、不正な命名であることが判明してShirakia属の種は、シラキ属、Shirakiopsis 属、ナンキンハゼ属（Triadica）に分けられた。シラキ属はシラキ一種のみの単型である。

## 特徴
樹高は5 - 9 メートル (m)。幹は直径10 - 30 センチメートル (cm)。全株無毛。樹皮は灰褐色または灰白色でなめらかで縦すじが入り、老木では縦に細く浅い裂け目がある。若木の樹皮は粉を吹いたように見え、触ると白い粉がつくことがある。一年枝は無毛でジグザグ状になる。枝や葉を切ると白い乳液が出る。
葉はカキノキに似た形で、単葉で互生し、葉身は卵状楕円形、先端は鋭く尖り、長さ7 - 13 cm、幅6 - 11 cm、全縁で縁は波打つことがあるが、鋸歯はない。葉の形状に変異が著しい。葉の表面には多少光沢があり。葉の裏面は薄緑白色で無毛で、葉脈が隆起し、葉縁近くの葉脈上に腺が散在する。葉身の基部は切形、葉柄は長さ1 - 2.5 cm、葉身の基部または葉柄が葉身につく部分に腺点がある。托葉は狭長楕円形で長さ1 - 2 cmで、落ちやすい。若い葉柄は紫色を帯び、葉は秋に美しく黄色から橙色、赤色に紅葉する。知名度は低いが紅葉の美しさはトップクラス。

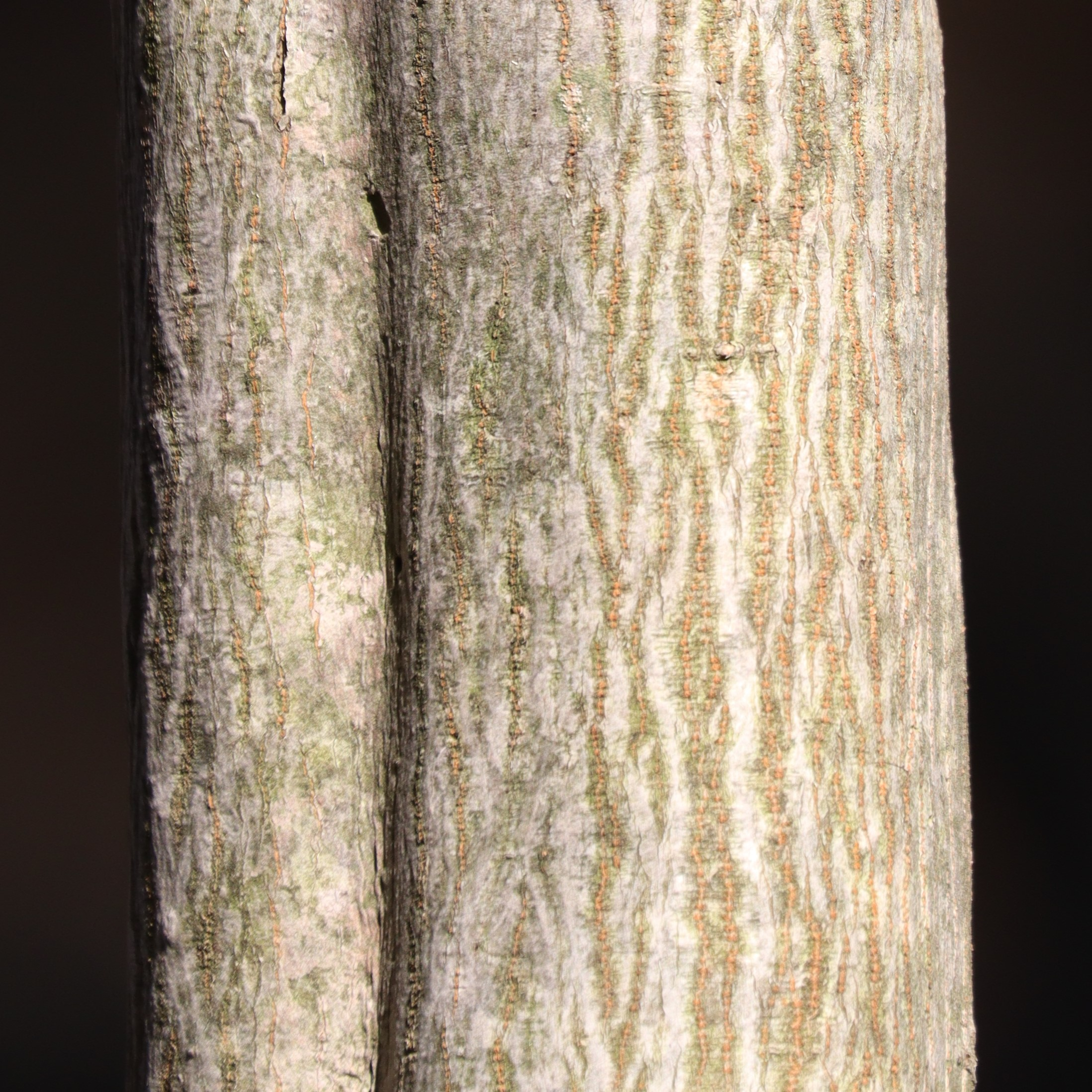
樹皮は灰褐色または灰白色でなめらかで縦すじが入る
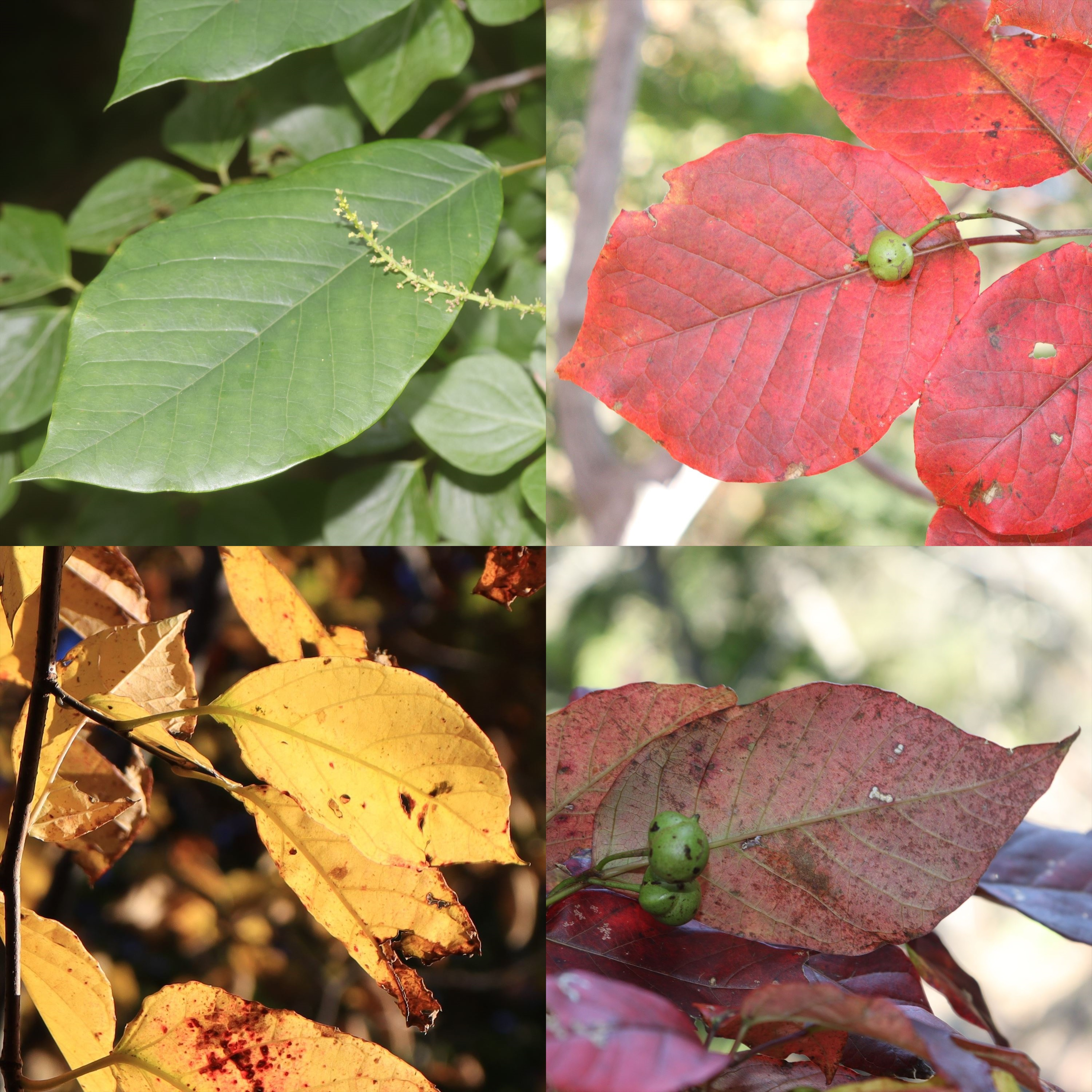
左上：葉はカキノキに似た形で、表面に多少光沢がある 右上：赤色に紅葉した葉 左下：黄色に紅葉した葉 右下：葉の裏面の葉脈が隆起する

花期は5 - 7月。花は単性で雌雄同株。若枝に長さ5 - 10 cmの総状花序を出し、花序の上部に多数の黄色の雄花を付け、基部に1 - 3個の雌花を付けるが、雌花を欠くこともある。雄花の花柄の長さは2.5 - 3 ミリメートル (mm)、雄花に花弁はなく、萼片は2 - 3個で皿状で、2-3個の雄蕊があり、花糸は短くて基部で合着する。雌花に花弁はなく、柄の長さは約7 mm、萼は2 - 3個で3裂して長さ1 mmほど、子房は2 - 3室、花柱は3個で基部が合着する。
果実は直径1.8 cmの三角状球形の蒴果で先端に花柱が残り、3稜がある。果実は10 - 11月に黒褐色に熟し3つに裂け、白い糸で3個の種子をぶら下げる。種子は直径8 mmの扁球形で、薄黄色に黒い斑紋が入り、細かなしわがあり、約50パーセントの油分を含む。
冬芽は長三角形で尖り、鱗芽で褐色をしている。枝先につく仮頂芽と、枝に互生する側芽はほぼ同大である。仮頂芽は長さ3 - 5 mmの長三角形、芽鱗は2個、無毛。葉痕は半円形で大きく、維管束痕は3個。葉痕の角に托葉痕がある。

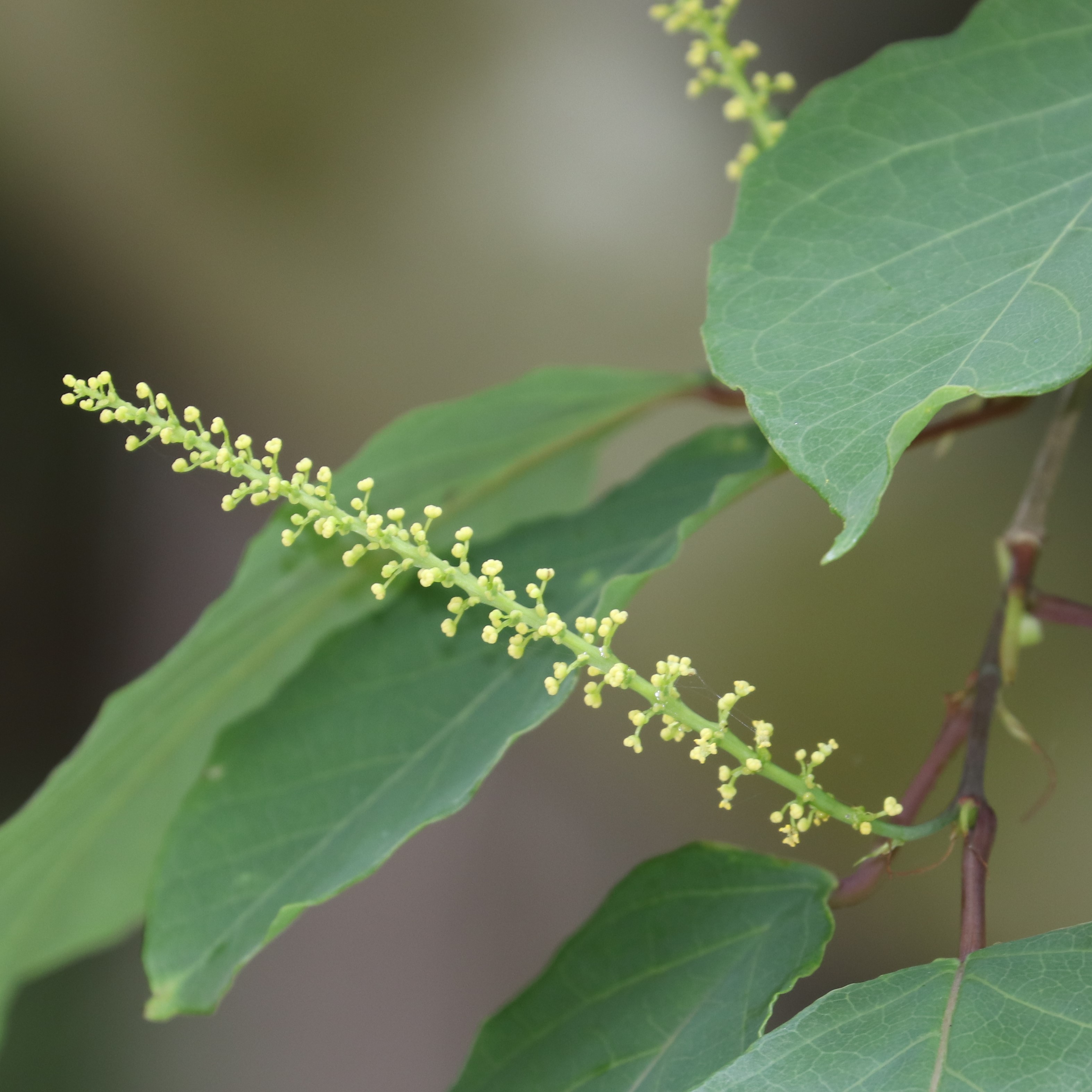
総状花序を出し、花序の上部に多数の黄色の雄花を付け、基部に1-3個の雌花を付けるが、雌花を欠くこともある
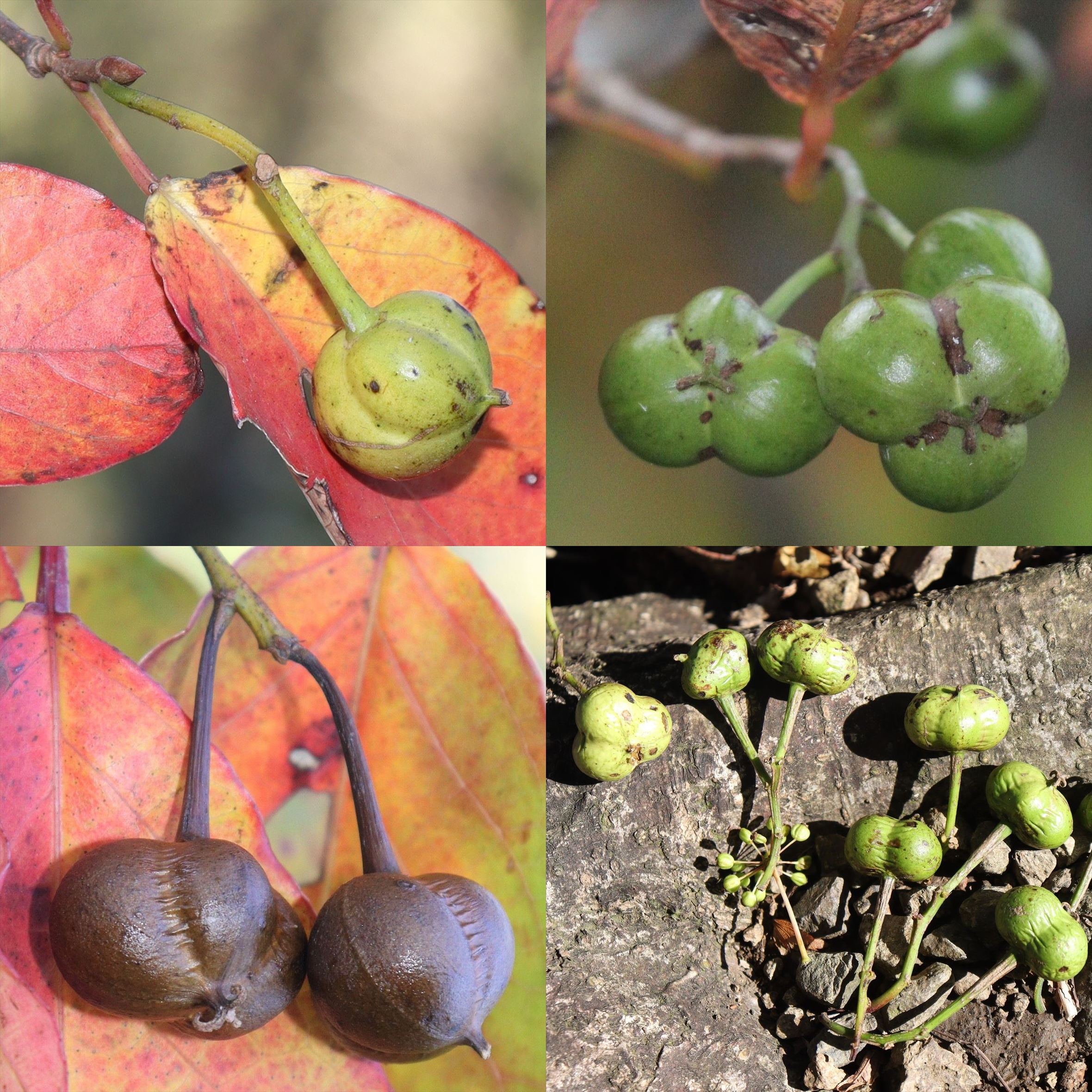
左上：若い果実 右上：3個の雌花をつけた花後の若い果実、三角状球形の蒴果で先端に花柱が残る 左下：熟した果実 右下：落下した若い果実

## 分布と生育環境
中国、朝鮮半島、日本に分布する。

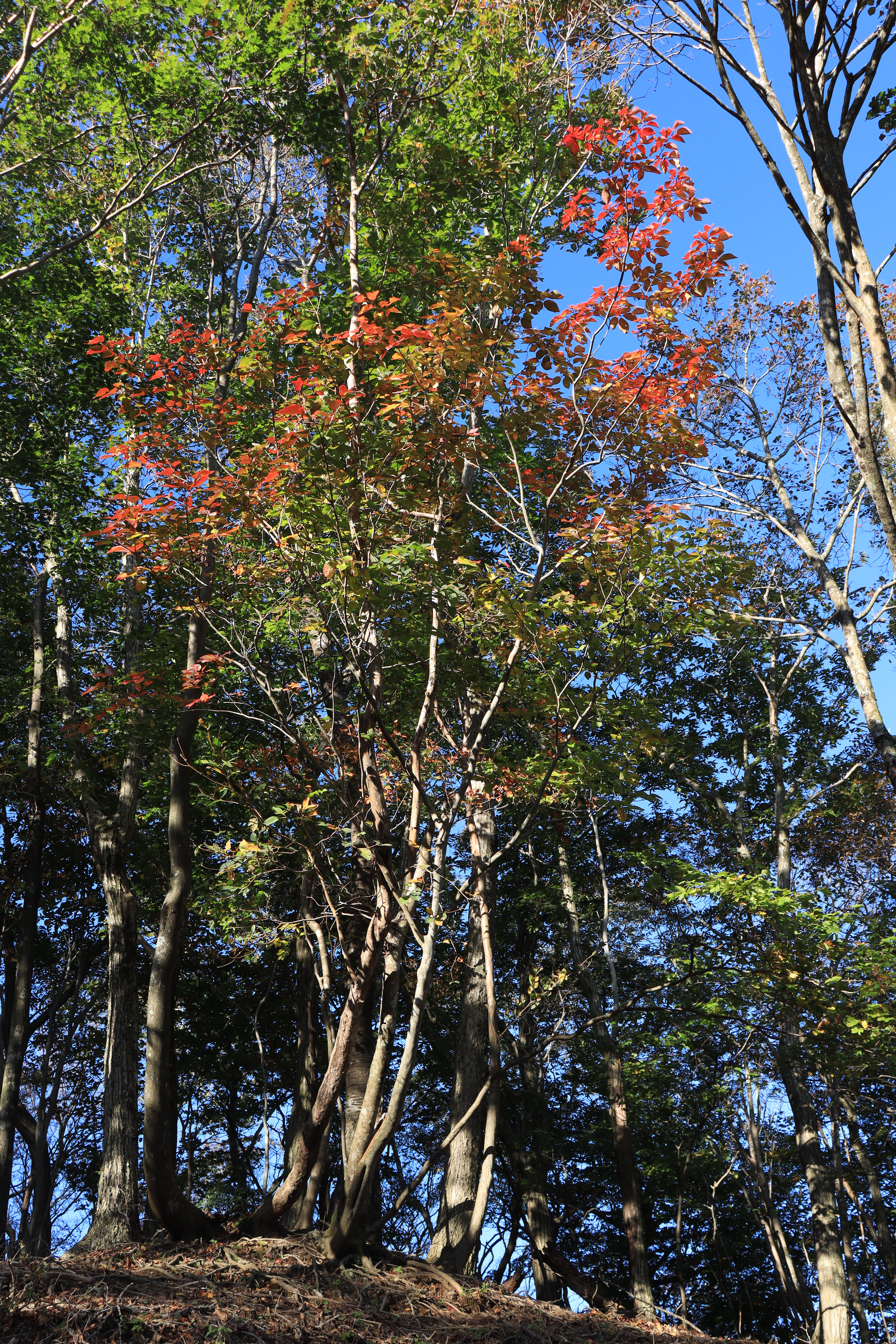
山地の落葉樹林帯に生育するシラキ

日本では、本州、四国、九州、沖縄に分布する。北限が岩手県。
山地、丘陵地の落葉単葉樹林帯に生育し、特に渓流沿いに多い。

## 用途
庭木や公園樹として植栽されている。木材は器具材、細工物、薪炭などに利用されている。かつては種子の油をしぼって、食用油、灯油、塗料、整髪料などに利用されていた。

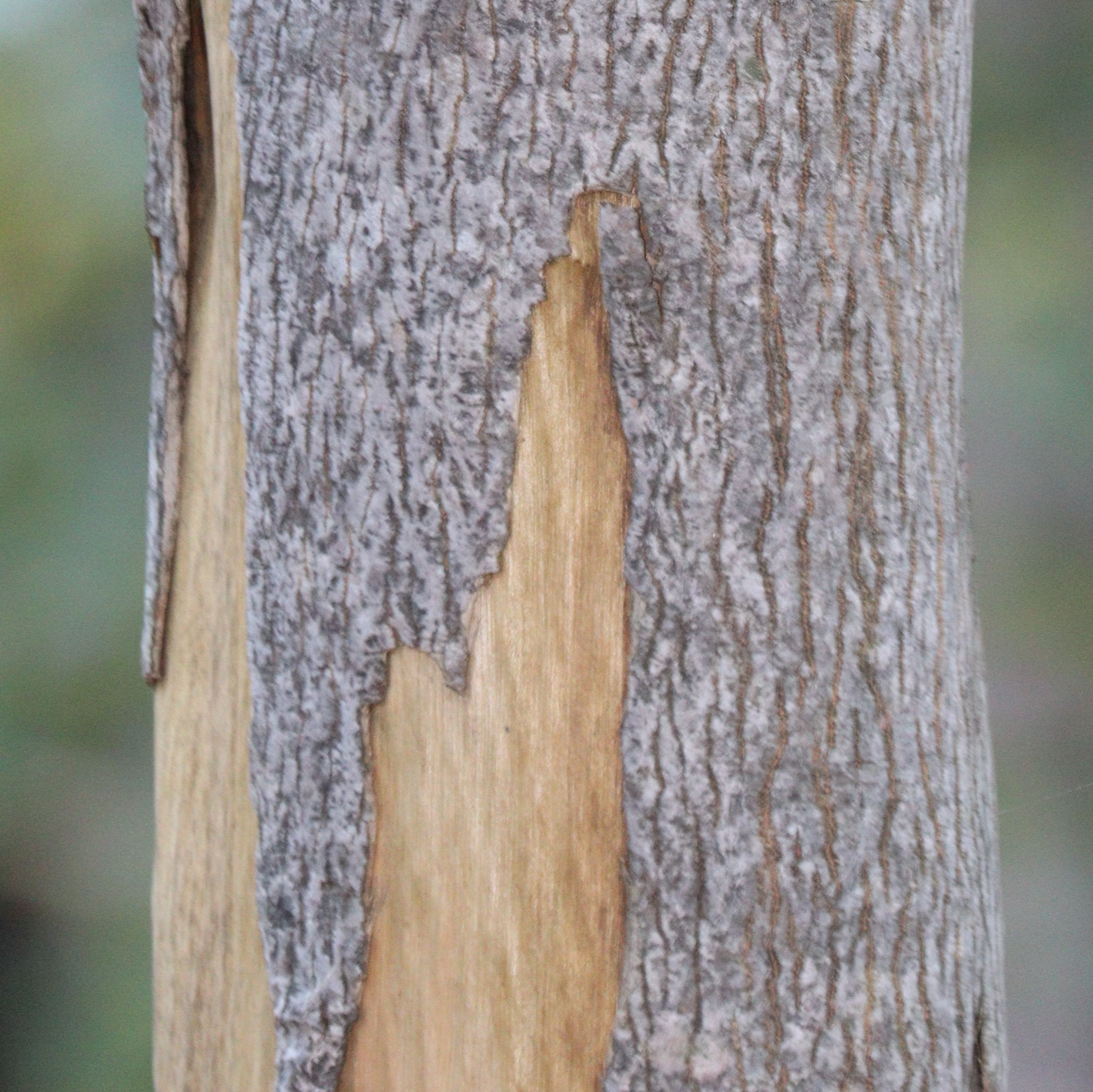
樹皮が剥がれたシラキの幹、木材は器具材などに利用されている。和名は材が白いことに由来する。

## 種の保全状況評価
日本では国レベルの環境省によるレッドリストの指定はないが、以下の都道府県でレッドリストの指定を受けている。
- 絶滅危惧II類 - 秋田県[17]、沖縄県[18]
- 植物準絶滅危惧 - 鹿児島県[19]